# Козюминський Володимир Трохимович
Володи́мир Трохи́мович Козюми́нський (1897 , Біловодськ, Біловодська волость, Старобільський повіт, Харківська губернія, Російська імперія  — 1966 ) — український державний діяч. Депутат Верховної Ради УРСР першого скликання (1938–1947).

## Біографія
Народився 1897 року в селі Біловодську, нині селище міського типу, центр Біловодського району Луганської області, Україна у бідній селянській родині. З 1903 року працював у наймах.
1914 року призваний до російської армії, служив у 2-му Сувальському полку, учасник Першої світової війни. 1917 року демобілізувався та на початку 1918 року повернувся до Біловодська.
З 1918 року брав участь у встановленні радянської влади на Україні, був членом партизанських загонів, які діяли біля села біловодського на Луганщині. У 1919 році — командир кавалерійського ескадрону військ Всеросійської надзвичайної комісії (ВЧК), командир ескадрону 1-го кавалерійського полку. Учасник Громадянської війни в Росії, воював проти білогвардійських військ барона Врангеля та загонів Нестора Махна. Нагороджений двома орденами Червоного Прапора.
1921 року демобілізувався. До 1929 року працював в особистому господарстві, організовував комітети бідноти та незаможних селян. У 1929–1931 роках — член правління контори «Коопзерно» в Біловодську, у 1931—1934 роках — директор міжрайонного млинового господарства.
Член ВКП(б) з 1931 року.
У 1934–1938 роках — голова правління колгоспу «Червоний партизан» хутора Веселий 1-ї Біловодської сільської ради Біловодського району Донецької (з 1938 року — Ворошиловградської) області.
26 червня 1938 року обраний депутатом Верховної Ради УРСР першого скликання по Біловодській виборчій окрузі № 297 Ворошиловградської області.
У вересні 1938–1941 роках — директор Деркульського конезаводу імені Сталіна в Біловодському районі.
У жовтні 1941 — липні 1942 року — директор Біловодського маслосирзаводу. 10 липня 1942 року був поранений, евакуйований в Саратовську область, де після лікування працював у місцевому колгоспі, у 1943 році — голова колгоспу «Праця будівельника» в Тамбовській області.
У грудні 1943 року повернувся на Україну, працював директором Біловодського маслосирзаводу. З січня 1945 року — директор Біловодського промкомбінату. Пізніше — персональний пенсіонер.
Помер 1966 року.

## Нагороди
- два ордени Червоного Прапора (1921, 1922)